# Esgrima nos Jogos Pan-Americanos de 2019 - Sabre por equipes feminino
A competição do sabre por equipes feminino foi um dos eventos da esgrima nos Jogos Pan-Americanos de 2019, em Lima. Foi disputada no Centro de Convenções de Lima no dia 9 de agosto.

## Calendário
Horário local (UTC-5).
| Data        | Horário | Fase                |
| ----------- | ------- | ------------------- |
| 9 de agosto | 10:10   | Quartas de final    |
| 9 de agosto | 11:00   | Semifinal           |
| 9 de agosto | 12:00   | 5º ao 8º lugar      |
| 9 de agosto | 16:00   | Disputa pelo bronze |
| 9 de agosto | 17:30   | Final               |

## Medalhistas
| Ouro   | USA Monica Aksamit Anne-Elizabeth Stone Chloe Fox-Gitomer  |
| Prata  | DOM Heyddy Valentin Melody Martínez Rossy Lara             |
| Bronze | CAN Pamela Brind'Amour Gabriella Charl Page Marissa Ponich |

## Resultados
|  | Quartas de final | Quartas de final         | Quartas de final |                          |            | Semifinal                | Semifinal           | Semifinal           |                     |  | Final | Final              | Final |
|  |                  |                          |                  |                          |            |                          |                     |                     |                     |  |       |                    |       |
|  | 1                | USA Estados Unidos       | 45               |                          |            |                          |                     |                     |                     |  |       |                    |       |
|  | 8                | PER Peru                 | 15               |                          |            |                          |                     |                     |                     |  |       |                    |       |
|  | 8                | PER Peru                 | 15               |                          | 1          | USA Estados Unidos       | 45                  |                     |                     |  |       |                    |       |
|  |                  |                          |                  |                          | 1          | USA Estados Unidos       | 45                  |                     |                     |  |       |                    |       |
|  |                  | 5                        | MEX México       | 37                       |            |                          |                     |                     |                     |  |       |                    |       |
|  | 5                | 5                        | MEX México       | 37                       | MEX México | 45                       |                     |                     |                     |  |       |                    |       |
|  | 5                |                          |                  |                          | MEX México | 45                       |                     |                     |                     |  |       |                    |       |
|  | 4                | COL Colômbia             | 36               |                          |            |                          |                     |                     |                     |  |       |                    |       |
|  |                  |                          |                  |                          |            |                          |                     |                     |                     |  | 1     | USA Estados Unidos | 45    |
|  |                  |                          | 6                | DOM República Dominicana | 31         |                          |                     |                     |                     |  |       |                    |       |
|  | 3                | VEN Venezuela            | 44               |                          |            |                          |                     |                     |                     |  |       |                    |       |
|  | 6                | DOM República Dominicana | 45               |                          |            |                          |                     |                     |                     |  |       |                    |       |
|  | 6                | DOM República Dominicana | 45               |                          | 6          | DOM República Dominicana | 45                  |                     |                     |  |       |                    |       |
|  |                  |                          |                  |                          | 6          | DOM República Dominicana | 45                  |                     |                     |  |       |                    |       |
|  |                  | 2                        | CAN Canadá       | 42                       |            |                          | Disputa pelo bronze | Disputa pelo bronze | Disputa pelo bronze |  |       |                    |       |
|  | 7                | ARG Argentina            | 33               |                          |            |                          | 5                   | MEX México          | 38                  |  |       |                    |       |
|  | 2                | CAN Canadá               | 45               |                          |            |                          |                     |                     |                     |  | 2     | CAN Canadá         | 45    |

### Disputa do 5º   ao 8º lugar
|  | Classificação | Classificação | Classificação |  |  | Diputa pelo 5º lugar  | Diputa pelo 5º lugar  | Diputa pelo 5º lugar  |
|  |               |               |               |  |  |                       |                       |                       |
|  | 8             | PER Peru      | 17            |  |  |                       |                       |                       |
|  | 4             | COL Colômbia  | 45            |  |  |                       |                       |                       |
|  |               |               |               |  |  | 4                     | COL Colômbia          | 26                    |
|  |               |               |               |  |  | 3                     | VEN Venezuela         | 45                    |
|  | 3             | VEN Venezuela | 45            |  |  |                       |                       |                       |
|  | 7             | ARG Argentina | 39            |  |  | disputa pelo 7º lugar | disputa pelo 7º lugar | disputa pelo 7º lugar |
|  |               |               |               |  |  | 8                     | PER Peru              | 13                    |
|  |               |               |               |  |  | 7                     | ARG Argentina         | 45                    |

## Classificação final
| Colocação         | Nacionalidade            | Atleta                                                  |
| ----------------- | ------------------------ | ------------------------------------------------------- |
| Medalha de ouro   | USA Estados Unidos       | Monica Aksamit Anne-Elizabeth Stone Chloe Fox-Gitomer   |
| Medalha de prata  | DOM República Dominicana | Heyddys Valentin Melody Martínez Rossy Lara             |
| Medalha de bronze | CAN Canadá               | Pamela Brind'Amour Gabriella Charl Page Marissa Ponich  |
| 4                 | MEX México               | Julieta Ames Vanessa Galván Natalia Cervantes           |
| 5                 | VEN Venezuela            | Alejandra Romero Jornellys Velasquez Shia Ramirez       |
| 6                 | COL Colômbia             | María Blanco Jessica Linares Linda Castellano           |
| 7                 | ARG Argentina            | María Belen Pérez Florencia Garcia Maria Alicia Perroni |
| 8                 | PER Peru                 | Kate Ann Cordero Hillary Debreque Raisza Montaldo       |